# Transport Tycoon
Transport Tycoon (сокр. TT, иногда TTO) (рус. Транспортный магнат) — компьютерная игра, экономическая стратегия в реальном времени, в которой игрок выступает в качестве управляющего транспортной компании и пытается получить максимальную прибыль за счёт перевозки пассажиров и разнообразных грузов по автодорогам, железным дорогам, монорельсовым дорогам, а также водным и воздушным транспортом. Разработчик игры — Крис Сойер.

## Игровой процесс
Суть игры в создании и успешном развитии транспортного предприятия, которым руководит игрок. Развитие происходит благодаря извлечению прибыли, которая получается от перевозок грузов и пассажиров разнообразным транспортом (железнодорожным, авто-, авиа- и водным транспортом). Игрок начинает игру в начале XX века с паровозами и самолётами типа «кукурузник» или Юнкерс, продолжает играть с дизелями и «Боингами» и заканчивает играть в конце XXI века с маглевами, монорельсами и «Конкордами». Игроки могут прокладывать мосты и тоннели, строить автомобильные и железные дороги, станции, аэропорты, каналы (в том числе со шлюзами) и акведуки.

## Принцип игры
Карта, на которой проходит игра, содержит множество объектов — города, предприятия (industries), банки, морские нефтяные платформы. Каждый такой объект «производит» и «потребляет» груз определённого вида. Игроку следует построить станции того или иного вида транспорта и перевозить груз от производителя к потребителю.
Объекты отдают производимый груз на станцию, расположенную вблизи, в зависимости от своей производительности (или численности населения города) и рейтинга станции. Транспортное средство принимает на станции груз, который может увезти, и выгружает весь груз на первой станции, расположенной вблизи объекта, потребляющего этот груз. При выгрузке происходит оплата транспортной услуги, пропорционально расстоянию между станциями, количеству груза и скорости доставки.

### Виды транспорта
- Грузовик (truck). Движется по автодорогам. Перевозит небольшое число груза (кроме пассажиров), дёшев, прибыли приносит немного. В качестве конечных точек маршрута используются грузовые автостанции.
- Автобус (bus). Движется по автодорогам. Перевозит небольшое число пассажиров, дёшев, прибыли приносит немного. В качестве конечных точек маршрута используются автобусные остановки.
- Поезд (train). Движется только по путям, для движения по которым предназначен. То есть классический железнодорожный поезд поезд ходит только по железнодорожным путям, монорельсовый только по монорельсовым путям и маглев-поезд только по маглев-путям. Поезд может перевозить самое большое количество груза и пассажиров, имеет среднюю цену, наиболее рентабелен, в качестве конечных точек маршрута используются станции.
- Самолёт (aircraft). Летает по воздуху. Пассажиро- и грузовместимость зависит от модели. Самый дорогой по цене, но и самый скоростной транспорт, приносит среднюю прибыль. В качестве конечных точек маршрута используются аэропорты. При обновлении парка воздушных судов требуется строить аэропорты нового типа, иначе новые самолёты в старых аэропортах терпят катастрофы. После катастрофы в городе временно снижается количество авиапассажиров.
- Вертолёт (helicopter). Летает по воздуху, перевозит мало грузов/пассажиров, до́рог, прибыли приносит немного. В качестве конечных точек маршрута используются аэропорты, вертолётные площадки и морские нефтяные платформы.
- Корабль (ship). Перемещается по воде, перевозит большое число груза, не очень дорог, приносит среднюю прибыль, в качестве конечных точек маршрута используются доки и морские нефтяные платформы.

### Виды грузов
- Пассажиры (passengers). «Производятся» городами и нефтяными платформами, «потребляются» городами и нефтяными платформами (рабочие смены).
- Почта (mail). «Производится» и «потребляется» городами.
- Уголь (coal). Производится угольными шахтами, потребляется электростанциями.
- Железная руда (iron ore). Производится железорудными шахтами, потребляется сталелитейными фабриками.
- Зерно (grain), скот (livestock). Производятся фермами, потребляются пищевыми фабриками.
- Сталь (steel). Производится сталелитейными фабриками, потребляется фабриками.
- Лес (wood). Производится лесами, потребляется лесопилками и целлюлозно-бумажными комбинатами.
- Бумага. Производится целлюлозно-бумажными комбинатами, потребляется городами и типографиями.
- Алмазы. Производится алмазными копями, потребляется банками.
- Золото. Производится золотыми приисками, потребляется банками.
- Еда (food). Производится пищевыми фабриками, потребляется городами.
- Фрукты. Производится фруктовыми плантациями, потребляется пищевыми фабриками.
- Нефть (oil). Производится нефтяными скважинами и нефтяными платформами, потребляется нефтезаводами.
- Товары (goods). Производятся фабриками, лесопилками и нефтезаводами, потребляются городами при наличии в них магазинов.
- Ценности (valuables). «Производятся» и «потребляются» банками.
- Вода. Производится артезианскими скважинами-водокачками, потребляется городскими водонапорными башнями.

Существует минимум три расширения в версии Transport Tycoon Deluxe, в которых перечисленные виды грузов изменены частично (расширения с северным ландшафтом, с полупустынным ландшафтом) или полностью (расширение с «настольным», «игрушечным» ландшафтом, в котором фигурируют конфеты и классические транспортные средства заменены игрушечными аналогами).

### Города
Города состоят из зданий и улиц. Для каждого здания есть набор уровней потребления грузов (например, 3/4 Passengers, 1/4 Mail и 1/8 Goods). Если в зоне охвата станции есть здания, сумма уровней для которых не меньше 1, станция будет разгружать этот груз с транспорта.
Городская администрация для каждой транспортной компании, работающей в городе или вблизи него, ведёт рейтинг. Рейтинг может упасть, если снести в городе много зданий, или построить станцию и долго не вывозить с неё груз. При низком рейтинге (уровня Mediocre и ниже) город может запретить компании строить станции вблизи города, а также сносить здания (уровни Poor и Appalling). Рейтинг можно повысить, проведя рекламную кампанию в городе или инвестировав в строительство зданий или реконструкцию улиц. Однако, наиболее существенно на рейтинг влияет снос и посадка деревьев, в первом случае рейтинг падает, во втором растёт. Деревья, в частности, приходится сносить при строительстве здания/станции/путепровода, а также при выполнении работ с изменением уровня грунта. Деревья растут сравнительно медленно, соответственно, и рейтинг будет расти медленнее, чем его падение, тем не менее это наиболее эффективный способ поднять его уровень. Можно также поставить в городе статую основателя (на рейтинге это уже не сказывается) компании или купить эксклюзивные права на транспортное обслуживание вблизи города. Так же можно купить эксклюзивное право на работы в этом городе, тогда всё что принадлежит городу будет приносить доход исключительно Вашей фирме.
Названия городов генерируются игрой автоматически при запуске новой игры. Есть три режима названий — английские, американские и европейские (континентальная Европа). Английские названия состоят из начальной части (Aber-, Trud-, Lennin- и т. д.) и конечной (-bury, -burg, -well…), к ним может добавляется спереди слово Great или Little, также суффиксы «Bridge» или «Springs».

## Оценки
| Иноязычные издания    | Иноязычные издания    |
| Издание               | Оценка                |
| --------------------- | --------------------- |
| Next Generation       | (TT)                  |
| Old PC Gaming         | (TT)                  |
| Русскоязычные издания |                       |
| Издание               | Оценка                |
| «Игры Mail.ru»        | 8,0/10 (iOS, Android) |
| Магазин игрушек       | 4,5 из 5 (TT)         |
| КомпьютерПресс        | 4 из 6 (TT)           |

Обозреватель журнала Next Generation поставил DOS-версии игры четыре из пяти баллов, прокомментировав, что «лучший экономический симулятор после Civilization, новый Transport Tycoon от MicroProse смешивает все особенности Sid Meier’s Railroad Tycoon с видом и лёгкостью SimCity 2000 от Maxis, и добавляет кучу новых возможностей … которые дают игре ощущение, которым она выделяется». Он похвалил игру за графику, «приятную музыку», звуковые эффекты, аддиктивный игровой процесс, и реалистичную симуляцию роста городов и деревень.